# Mogiła zbiorowa
Mogiła zbiorowa – miejsce pochówku, grób, w którym jest pogrzebana większa liczba zmarłych. W odróżnieniu od grobowca, w mogile zbiorowej pochowani w niej ludzie zginęli w katastrofach naturalnych (np. epidemia, pandemia) lub wojnach, bitwach itp. Zwykle są to proste mogiły ziemne, oznaczone krzyżem lub kapliczką. Często zbiorowe mogiły znajdują się poza terenem cmentarza.

## Przykładowe mogiły
- Cmentarz wojenny nr 222 – Brzostek
- Zbiorowa mogiła wojenna w Harasiukach
- Mogiła zbiorowa powstańców z 1863 r. w Banachach